# 任全牛
任全牛，河南人，中國維權律師，先后供职于河南博扬律师事务所、河南轨道律师事务所。因对赵威案发声而于2016年7月8日被郑州市公安局刑拘。2020年因代理12港人案遭受當局政治迫害，被吊銷律師執照。

## 赵威案
2016年7月11日，中国官方报道：“据河南省郑州市公安局7月8日、9日通报，根据当事人赵威的举报和公安机关初步调查掌握的情况，河南轨道律师事务所律师任全牛在互联网上编造、发布“赵威在天津看守所遭遇性侵”的虚假信息，并在网上广泛传播，造成恶劣社会影响，涉嫌犯罪，于7月8日被郑州市公安机关依法刑事拘留。经依法审查，任全牛对上述犯罪事实供认不讳。”
赵威自2015年7月遭公安抓捕后，直至她获得取保候审长达一年的时间内。警方一直拒绝其亲人和辩护律师看望赵威，使得其亲人和辩护律师一直担心赵威的人身状况。
中国官媒报道赵威获得取保候审后，曾于2016年5月27日因在网络上求证赵威在拘禁期间遭性侵消息的任全牛被郑州市公安局以涉“寻衅滋事罪”刑事拘留。
人权律师滕彪表示：任全牛在微博上发表的言论仅仅是求证事件真相的呼吁，而非故意散佈谣言，因为他并不知道他所看到的相关传闻是真是假，所以不构成传播虚假信息罪。任全牛律师被拘留，是去年开始的人权律师大抓捕的延续。而对于赵威在微博帐号上高调发表的言论，不能确定是其本人真实意思的表示，还是被公安人员指示或代发的，不过显然她本人是受到了巨大的压力，也许她已经成为了官方打压李和平、任全牛等其他人权律师的一个工具或棋子。
7月9日，包括常伯阳、蔺其磊等在内的104名中国各地律师联署声明表示：	
1. 强烈谴责郑州市公安局非法抓捕任全牛律师的行为；
2. 要求郑州市公安局立即无条件释放任全牛律师；
3. 我们将为任全牛律师提供一切必要的法律援助，坚决捍卫律师执业权利和公民的言论自由。[5][6]

### 妻子控诉当局
任全牛的妻子胡友玲在丈夫被刑拘后发表长文表示他们遭到了当局的报复，称她家正遭逼迁，因为目前所生活的小区无人敢愿意租房给他们母子三人住。

### 常伯阳被迫退任代理律师
2016年7月中旬，任全牛案的一位代理律师常伯阳表示：自己受到当局绑架和威胁，经与家属协商后，决定退出案件，他说：“今天还发生了一个事情。他们阻挠我去见任全牛律师，绑架我，我和张俊杰律师我们两个其中有一个人得去解除委托，我和他妻子在一起协商，那就给我解除吧，因为如果不给我解除的话，外地来的律师他就没法见，让他和张俊杰律师两个人去搭伙继续辩护。”

### 认罪取保
2016年8月5日，郑州市公安局官方微博“平安郑州”发布消息：“任全牛因故意编造、散布虚假信息，严重扰乱公共秩序，涉嫌寻衅滋事，于2016年7月8日被郑州市公安机关依法刑事拘留。公安机关依法对任全牛涉嫌违法犯罪行为进行了调查取证，鉴于任全牛对其违法犯罪事实供认不讳，态度较好，经本人申请，公安机关依法决定对其变更强制措施为取保候审。”微博还附有一封落款日期为8月1日的任全牛手写的“悔过书”。北京律师刘晓原表示，当局在网上公布悔过书的做法已违反了刑事诉讼法的相关规定。
2016年7月11日，赵威的丈夫游明磊在接受美国之音采访时表示是他请任全牛律师代理妻子赵威被控“颠覆国家政权罪”一案的，他说：“任全牛律师是一个非常尽职尽责的律师，曾经多次要求会见赵威，他也一直在跟官方交涉，包括向检察院控告，他是非常好的一位律师。”